# Kertjhalvön

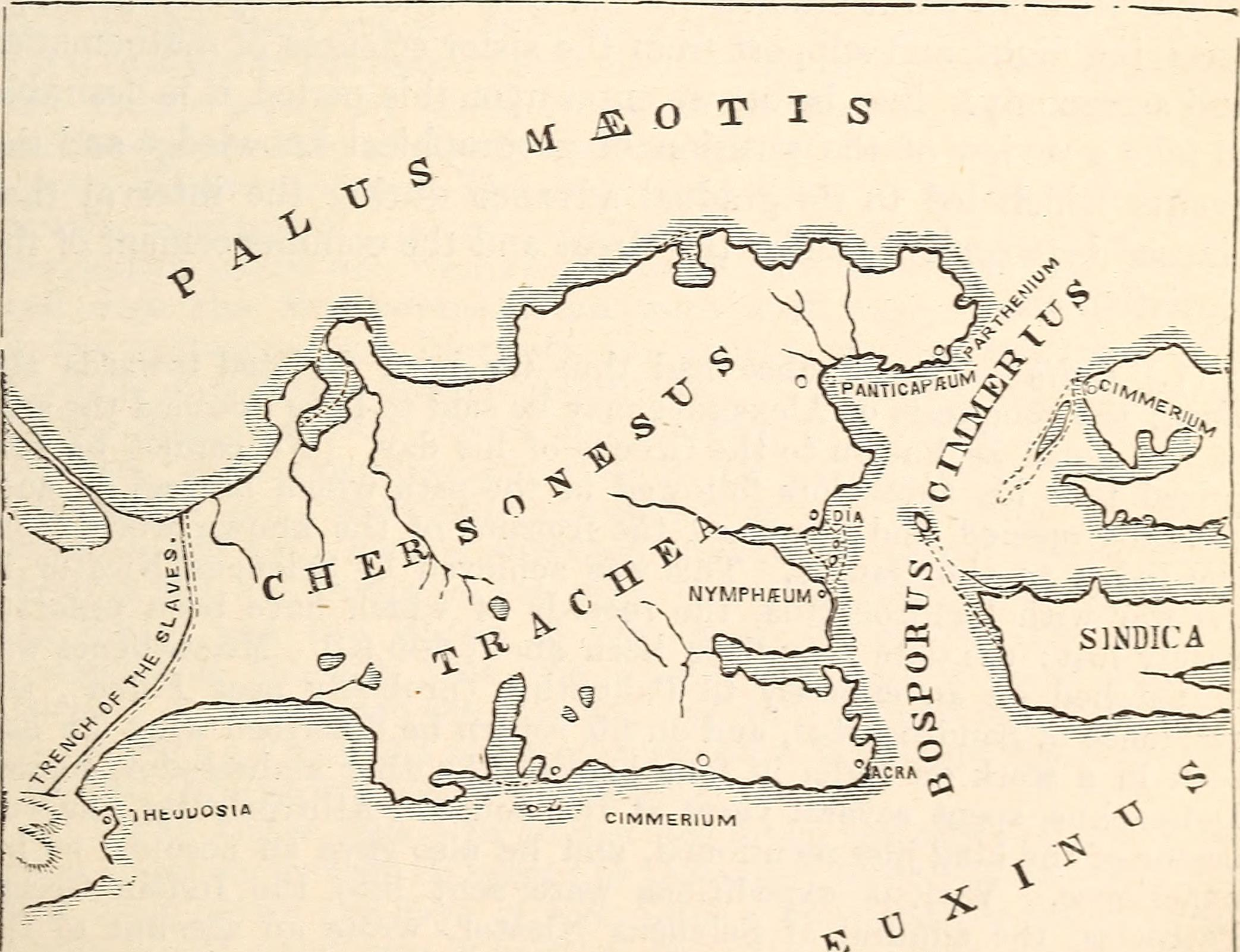
Gammal karta över Kertjhalvön.

Kertjhalvön (ryska: Керченский полуостров; ukrainska: Керченський півострів; krimtatariska: Keriç yarımadası) utgör den östligaste delen av Krimhalvön. Halvön skjuter ut österut från Krim omkring 90 kilometer, belägen med Svarta havet i söder och Azovska sjön i norr. I öst avgränsas den av Kertjsundet; på hinsidan av detta ligger Tamanhalvön.
I väst är halvön förbunden med Krim via Kertjnäset, även kallat Yenikalenäset och Ak-Monaj, med kust mot Syvasj i nordväst, ett stort område grunda bukter i västligaste Azovska sjön.
Kertjhalvön är i nordsydlig riktning ungefär 50 kilometer som bredast och 17 kilometer som smalast; den har en yta på ungefär 2700 till 3000 km². Den viktigaste staden på halvön är Kertj; andra städer är Sjtjolkine, Lenine och Bagerove.
Administrativt utgör den större delen av halvön Lenine rajon med administrativt centrum i Lenine, men den östligaste delen runt staden Kertj bildar Kertj kommun.
På 300-talet innefattades halvön i det bosporanska riket, vars huvudstad var Pantikapaion (nutida Kertj).